# Erythmelus quadrimaculatus
Erythmelus quadrimaculatus är en stekelart som beskrevs av Girault 1920. Erythmelus quadrimaculatus ingår i släktet Erythmelus och familjen dvärgsteklar. Inga underarter finns listade i Catalogue of Life.